# Sepikea
Sepikea é um género botânico pertencente à família Gesneriaceae.

## Espécie
Sepikea cylindrocarpa

## Nome e referências
Sepikea Schlechter